# Eccrita enormis
Eccrita enormis är en fjärilsart som beskrevs av Butler 1878. Eccrita enormis ingår i släktet Eccrita och familjen nattflyn. Inga underarter finns listade i Catalogue of Life.